# Tesla-ventil
En Tesla-ventil
er en ventil som tillader en fluid primært at flyde/strømme i én retning gennem sig - og det er uden bevægelige dele som typisk findes i traditionelle ventiler.
Det anvendte princip er, at strømmen flyder ad forskellige veje i de to hovedretninger - og at disse forskellige veje har en betydelig retningsbestemt effekt på ventilens strømningsmodstand. Tesla-ventilen er opkaldt efter Nikola Tesla, som opfandt den i 1916 og fik den patenteret i 1920. I praksis er ideen kun blevet udviklet lidt siden dens opfindelse.
Ifølge denne artikel vil:
- to Tesla-ventil celler/segmenter have et trykforhold på 15 gange.
- fire Tesla-ventil celler/segmenter have et trykforhold på ca. 41 gange.
- elleve Tesla-ventil celler/segmenter formodentlig have et trykforhold på 200 gange. (Teslas patent design).

## Strukturer med Tesla-ventil funktion i hajers tarmsystem
I 2021 blev det offentliggjort i Proceedings of the Royal Society B, at man har fundet spiralformede strukturer i hajers tarmsystem, som ser ud til at fungere som Tesla-ventiler. De spiralformede strukturer blev fundet via 3D-skanning.